# Rudine (Podgorica)
Pour les articles homonymes, voir Rudine.
Rudine (en serbe cyrillique : Рудине; en albanais : Rudinë) est un village de l'est du Monténégro, dans la municipalité de Podgorica.

## Démographie

### Évolution historique de la population
| 1948 | 1953 | 1961 | 1971 | 1981 | 1991 | 2003 |
| ---- | ---- | ---- | ---- | ---- | ---- | ---- |
| 205  | 214  | 219  | 278  | 270  | 139  | 30   |